# Merkur Toys
MERKUR TOYS s.r.o. je česká firma vyrábějící stavebnici Merkur a modelovou železnici. Je to nejdéle fungující český výrobce modelové železnice a spolu se společností ETS (Electric Train Systems) byly začátkem 21. století jedinými českými výrobci modelové železnice ve velikosti 0.[zdroj?]

## Historie
V roce 1920 zahájila firma Inventor Jaroslava Vancla (1890–1980) v Polici nad Metují výrobu stejnojmenné stavebnice. Díly k sobě byly prvních pět let spojovány háčky. Poté firma přešla na systém šroubků a matiček a zaregistrovala si novou ochrannou známku Merkur.[zdroj?]
Kolem roku 1930 začal vývoj plechových železničních modelů  ve velikosti 0. Nejdříve byla železniční vozidla koncipována jako doplněk ke stavebnici Merkur, vyráběly se ve formě stavebnicových dílů, které se spojovaly šroubky a matičkami. Protože zákazníci požadovali výrobky již smontované, byla urychleně vyvinuta samostatná výroba kovových železničních modelů. Hlavním konstruktérem byl pan František Jirman, zeť Jaroslava Vancla. První takový model byl zkonstruován podle předlohy rychlíkové lokomotivy řady  387.0 Mikádo. Dále byly dodávány dvounápravové vozy služební, osobní a nákladní.[zdroj?]
Za druhé světové války byla výroba nacisty zastavena pro nedostatek barevných kovů. Po válce se opět nakrátko rozjela, než byla komunisty po roce 1948 znárodněna. Jaroslav Vancl musel opustit byt v továrním areálu a splácet dluh za materiál, který ještě jako majitel objednal. Z majitele se stal v Merkuru dělníkem u soustruhu, kde kvůli splátkám dluhu pracoval až do 80 let.[zdroj?]
Po roce 1989 byla společnost privatizována, v roce 1993 však zbankrotovala. Později společnost odkoupil Jaromír Kříž (3. 6. 1952 – 17. 2. 2022), během tří let obnovil výrobu a tuto českou firmu zachránil. Model lokomotivy 387.0 firma vyrabí i v současnosti,[kdy?] vláčky Merkur však již nejsou tak populární jako dřív.[zdroj?]